# Ljubljansko-Primorska liga 1957-1958
La Ljubljansko-Primorska liga 1957-1958 ("Lega di Lubiana e del Litorale 1957-1958") fu la terza edizione del campionato calcistico riservato alle squadre sloveno-occidentali dopo la riforma del 1955. In questa stagione era nel terzo livello della piramide calcistica jugoslava.
La squadra campione accedeva a un torneo di qualificazione contro squadre slovene e croate per la promozione in I Zona.
Con la ricostituzione della Lega Repubblicana Slovena a partire dalla stagione successiva, vi furono ammesse le prime cinque classificate oltre al Jesenice settimo.

## Squadre partecipanti
| Squadra         | Città          | Stagione 1956-57 | Stagione 1956-57           |
| Squadra         | Città          | Pos.             | Divisione                  |
| --------------- | -------------- | ---------------- | -------------------------- |
| Krim            | Lubiana        | 1°               | Ljubljansko-Primorska liga |
| Triglav         | Kranj          | 2°               | Ljubljansko-Primorska liga |
| Grafičar        | Lubiana        | 3°               | Ljubljansko-Primorska liga |
| ŽNK Nova Gorica | Nova Gorica    | 4°               | Ljubljansko-Primorska liga |
| Slovan          | Lubiana        | 5°               | Ljubljansko-Primorska liga |
| Tržič           | Tržič          | 6°               | Ljubljansko-Primorska liga |
| Ilirija         | Lubiana        | 7°               | Ljubljansko-Primorska liga |
| Izola           | Isola d'Istria | 8°               | Ljubljansko-Primorska liga |
| Jesenice        | Jesenice       | ?°               | ?                          |
| Rudar           | Idria          | ?°               | ?                          |

## Classifica
|  | Pos. | Squadra           | Pt | G  | V  | N | P  | GF | GS | QR    |
|  | ---- | ----------------- | -- | -- | -- | - | -- | -- | -- | ----- |
|  | 1.   | Krim Lubiana      | 31 | 18 | 14 | 3 | 1  | 53 | 18 | 2,944 |
|  | 2.   | Triglav           | 28 | 18 | 13 | 2 | 3  | 64 | 20 | 3,200 |
|  | 3.   | Grafičar Lubiana  | 21 | 18 | 8  | 4 | 6  | 37 | 30 | 1,233 |
|  | 4.   | Slovan Lubiana    | 21 | 18 | 9  | 3 | 6  | 37 | 33 | 1,121 |
|  | 5.   | Izola             | 19 | 18 | 8  | 3 | 7  | 33 | 38 | 0,868 |
|  | 6.   | Železničar Gorica | 17 | 18 | 7  | 3 | 8  | 42 | 33 | 1,273 |
|  | 7.   | Jesenice          | 16 | 18 | 7  | 2 | 9  | 36 | 35 | 1,028 |
|  | 8.   | Tržič             | 13 | 18 | 4  | 5 | 9  | 23 | 48 | 0,479 |
|  | 9.   | Ilirija           | 8  | 18 | 4  | 0 | 14 | 24 | 49 | 0,490 |
|  | 10.  | Rudar             | 7  | 18 | 2  | 3 | 13 | 22 | 68 | 0,324 |

Legenda:
  Ammesso agli spareggi per la Druga liga 1958-1959.
      Retrocesso nella divisione inferiore.
Note:
Due punti a vittoria, uno a pareggio, zero a sconfitta.

## Playoff
Sorteggiato contro la squadra di Pola, il Krim riuscì a imporsi grazie alla vittoria interna per 2-1 e al pari in rimonta nel retour match a Pola. Tuttavia, per la riforma dei campionati (istituzione di una Druga Liga, o Seconda Lega, non più suddivisa in "zone" ma a girone unico), tale successo non garantì la promozione ma soltanto l'accesso a un girone di qualificazione interdivisionale contro squadre di seconda serie. Il Krim perse tutte le partite in questo girone, mancando dunque la promozione.
| GIRONE 3              | P.ti | G | V | N | P | GF | GS | QR    |
| --------------------- | ---- | - | - | - | - | -- | -- | ----- |
| Elektrostroj Zagabria | 7    | 4 | 3 | 1 | 0 | 10 | 2  | 5,000 |
| Branik Maribor        | 5    | 4 | 2 | 1 | 1 | 13 | 3  | 4,333 |
| Krim Lubiana          | 0    | 4 | 0 | 0 | 4 | 4  | 22 | 0,181 |

|                       | Ele | Bra | Kri |
| --------------------- | --- | --- | --- |
| Elektrostroj Zagabria |     | 1-0 | 6-0 |
| Branik Maribor        | 0-0 |     | 8-0 |
| Krim Lubiana          | 2-3 | 2-5 |     |